# Sonia Borg
Pour les articles homonymes, voir Borg.
Sonia Borg est une actrice et scénariste autrichienne née le 20 février 1931 à Vienne (Autriche) et décédée le 4 février 2016.

## Filmographie

### comme scénariste
- 1975 : Solo One (série TV)
- 1976 : Power Without Glory (feuilleton TV)
- 1976 : Storm Boy
- 1978 : Blue Fin
- 1981 : I Can Jump Puddles (TV)
- 1983 : Dusty
- 1987 : Les Dents de la mort (Dark Age)
- 1991 : Ratbag Hero (TV)

### comme actrice
- 1964 : Homicide (série TV)